# 荔枝酒
荔枝酒（英語：Lychee wine），是由100%荔枝果實製成的濃郁中國甜點酒，酒身呈金黃色，具豐富果甜香氣。通常冷凍後飲用，或加入冰塊。通常配合貝類食物或亞洲菜，不宜配肉類。

## 另見
- 荔枝
- 黃酒